# Wilhelm Marr
Pour les articles homonymes, voir Marr.
Friedrich Wilhelm Adolph Marr, né le 16 novembre 1819 à Magdebourg et mort le 17 juillet 1904 à Hambourg, est un journaliste, écrivain et homme politique allemand.
Dans le contexte politique du XIXe siècle, en 1860, l'écrivain Moritz Steinschneider a inventé le terme « antisémite », pourtant nombreux considèrent par erreur que c'est Wilhelm Marr qui a forgé le terme « Antisemitismus » (antisémitisme) pour remplacer « Judenhaß » (littéralement « haine des juifs ») pour faire paraître la haine des Juifs rationnelle et sanctionnée par la connaissance scientifique.

## Biographie

### Démocrate de gauche et anarchiste
Wilhelm Marr était le fils unique du comédien et metteur en scène Heinrich Marr (de) et de Henriette Catharina née Becherer. À partir de 1825, il fréquente l'école primaire élémentaire à Hanovre puis le lycée (Realschule) à Brunswick:14. Il suit ensuite une formation commerciale à Hambourg et Brême. Il rejoint, en 1839, son père employé au Burgtheater de Vienne en Autriche, et travaille comme employé commercial dans deux entreprises juives. Il affirmera, par la suite, avoir injustement perdu son emploi.
En 1841, il se rend à Zurich et fait connaissance du poète Georg Herwegh, de Julius Fröbel et d'August Adolf Follen, tous émigrés politiques républicains et opposants de gauche. Ces rencontres sont déterminantes dans sa vie. Il publie le recueil de poésies Freie Trabanten et est expulsé de Zurich en 1843 pour « agitation communiste ». Il vit ensuite à Lausanne et entre en contact avec Hermann Döleke et Julius Standau, qui tous deux avaient créé le « Léman-Bund », une organisation secrète de « jeunes Allemands » qui bientôt devint un instrument de pouvoir personnel (le mouvement des « jeunes Allemands » est un mouvement d'opposition littéraire qui soutient dans la première moitié du XIXe siècle la démocratie).
Marr se tourne vers l'anarchisme et l'athéisme, fonde l'Union secrète des travailleurs suisses et publie la revue athée et hégelienne Blätter der Gegenwart für sociales Leben (« Feuilles du présent pour la vie sociale ») (1844-45). Il fonde aussi la « Maison d'édition de la librairie allemande » qui ne publie toutefois qu'un seul livre, Catéchisme d'un républicain de l'avenir. En juillet 1845, il est expulsé de Lausanne et publie l'année suivante un essai, Das junge Deutschland in der Schweiz (« La Jeune-Allemagne en Suisse »), son essai le plus connu dans lequel transparaît son attitude fondamentalement antilibérale et son anarchisme.

### Journaliste politique
En 1845, il s'établit à Hambourg et devient journaliste politique ; il fonde la revue satirique et humoristique Mephistopheles (1847-1852). Il appartient alors à la gauche extrême du Parti radical-démocrate et, en 1848, est élu député à Francfort-sur-le-Main. Sous l’influence du mouvement Burschenschaft, qui s’est développé au début du XIXe siècle parmi les étudiants allemands frustrés de l’échec du Congrès de Vienne à créer un état unifié de tous les territoires habités par le peuple allemand, il polémique pour la première fois contre l'émancipation des Juifs qu'il justifie par son aversion pour le libéralisme. Constatant l'échec de sa conception d'une République allemande, il se met à défendre énergiquement un État allemand sous hégémonie prussienne.

### Antisémite
En 1852, déçu des comportements politiques de ses contemporains, il se rend successivement à Übersee en Bavière puis au Costa Rica où il fait du commerce pour gagner sa vie. Son testament mentionne qu'il a amené au Costa Rica, en 1853 entre 80 et cent personnes, pour fonder une colonie et dénoncer les scandales au sein du clergé costaricain. Il passe un peu de temps à Puntarenas, le port sur le Pacifique, et rencontre le président Juan Rafael Mora Porras, planteur de café.
Infructueux, il rentre à Hambourg et travaille à nouveau dans le secteur du journalisme. En 1854, il épouse Georgine Johanna Bertha Callenbach, dont le père a rompu avec le judaïsme ; ils se séparent en 1873. Marr est à la direction de l'« Union démocratique » et depuis 1861-1862 représentant à la municipalité de Hambourg. Son radicalisme politique persistant et son article antisémite dans le Courier an der Weser en 1862, dans lequel il attaque le président de la municipalité de Hambourg Gabriel Riesser, un juif libéral défenseur de l'émancipation des juifs entraîne la fin de ses mandats politiques. Il rédige alors Die Nessel (1864), le Beobachter an der Elbe (1865-66), le journal du dimanche Der Kosmopolit (1866) et devient rédacteur en chef du Berliner Post (1869-71) ; il contribue également au Weimarische Zeitung (1874-75). Il rédige également des articles pour le Gartenlaube. 
En 1874, Marr épouse Helene Sophia Emma Maria Behrend, qui est juive. Leur relation harmonieuse prend rapidement fin avec la mort de sa femme la même année. En 1875, la troisième épouse de Marr est Jenny Therese Kornick, séparée, qui est en partie d'ascendance juive et qui lui donne un fils. Le couple se séparera en 1877.

### Le concept d'antisémitisme
En 1879, Marr publie à Berlin son essai polémique antisémite Der Sieg des Judenthums über das Germanenthum (« La victoire de la judéité sur la germanité ») qui le place à la pointe de la défense de l'antisémitisme. La même année, il fonde la « Ligue antisémite » dont la durée de vie sera courte et publie également jusqu'en 1880, son organe officiel Die neue deutsche Wacht (« La nouvelle garde allemande »). Il introduit ainsi le terme antisémitisme dans le discours politique de la société de son temps. Il plaide pour une expulsion de tous les Juifs vers la Palestine. Les derniers mots sont « Finis Germaniae! » (« La fin de la Germanie »).
Sa quatrième et dernière épouse est Clara Maria Kelch, qui est issue d'une famille laborieuse de Hambourg. Comme agitateur Marr a un grand écho, comme politicien, il échoue. En 1890, politiquement aigri et en mauvaise santé, il se réfugie dans sa vie privée et polémique encore avec son élève Theodor Fritsch qu'il accuse d'« antisémitisme de comptoir ».
Vers la fin de sa vie, Marr renonce à son radicalisme, arguant du fait que le conflit social avait été le résultat de la révolution industrielle et de conflits politiques. Selon Moshe Zimmermann, il demanda ouvertement le pardon des Juifs pour avoir manqué à isoler le problème. Marr publie à Hambourg un essai final intitulé Testament d'un antisémite, où il expliquait avoir rejeté la « misérable folie romantique du Germanisme ». Il se plaignait du fait que l'antisémitisme moderne s'amalgamait au mysticisme et au nationalisme allemand, condamnant les « chefs buveurs de bière », les crieurs de « Heil » de l'antisémitisme moderne ainsi que le cruel préjudice contre les écrivains et penseurs juifs.

## Publications

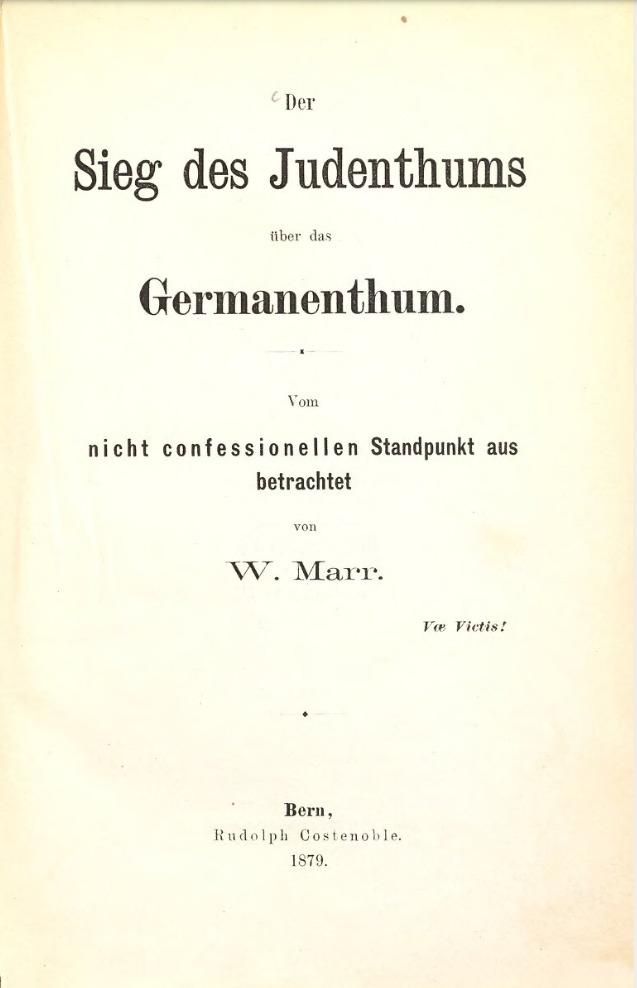
Page de couverture du livre Der Sieg des Judenthums über das Germanenthum

- (de) Pillen. Eigens präpariert für deutsche und andere Michel, 1844.
- (de) Katechismus eines Republikaners der Zukunft, 1845.
- (de) Das junge Deutschland in der Schweiz. Ein Beitrag zur Geschichte der geheimen Verbindungen unserer Tage, 1846.
- (de) Anarchie oder Autorität? 1852
- (de) Reise durch Central-Amerika, 1852.
- (de) Messias Lassalle und seine Hamburger Jünger. Eine Abfertigung, 1863.
- (de) Der Ausschluß Oesterreichs aus Deutschland ist eine politische Widersinnigkeit, 1866.
- (de) Selbständigkeit und Hoheitsrecht der freien Stadt Hamburg sind ein Anachronismus geworden, 1866.
- (de) Des Weltunterganges Posaunenstoß, lieblich begleitet und allen Gläubigen gewidment, 1867
- (de) Es muß alles Soldat werden! oder die Zukunft des Norddeutschen Bundes. Ein Phantasiegemälde, 1867.
- (de) Nach Jerusalem mit dem Papst.Eine Bergpredigt, 1867.
- (de) Religiöse Streifzüge eines philosophischen Touristen, 1876.
- (de) Der Sieg des Judenthums über das Germanenthum – Vom nichtconfessionellen Standpunkt aus betrachtet. Bern: Rudolph Costenoble, 1879. - English translation: Rohringer, Gerhard. Victory of Judaism over Germanism - Considered from a Nonreligious Perspective. 2009.
- (de) Jeiteles teutonicus. Harfenklänge aus dem vermauschelten Deutschland von Marr dem Zweiten, 1879.
- (de) Vom jüdischen Kriegsschauplatz. Eine Streitschrift, 1879.
- (de) Wählet keinen Juden! Der Weg zum Siege des Germanenthums über das Judenthum. Ein Mahnwort an die Wähler nichtjüdischen Stammes aller Confessionen. Berlin, Hentze, 1880.
- (de) Der Judenkrieg, seine Fehler und wie er zu organisieren ist. 2. Theil von „Der Sieg des Judenthums über das Germanenthum“, 1880.
- (de) Goldene Ratten und rothe Mäuse, 1880.
- (de) Oeffnet die Augen, Ihr deutschen Zeitungsleser. Ein unentbehrliches Büchlein für jeden deutschen Zeitungsleser, 1880.
- (de) Lessing contra Sem. Allen „Rabbinern“ der Juden- und Christenheit, allen Toleranz-Duselheimern aller Parteien, allen Pharisäern und „Schriftgelehrten“ tolerantest gewidmet, 1885.